# Вуксанович, Саня
Саня Вуксанович (серб. Сања Вуксановић; род. 3 апреля 1967, была замужем также как Саня Калевич (серб. Сања Калевић)) — сербская шахматистка, гроссмейстер среди женщин (1998), победительница чемпионата Югославии по шахматам среди женщин (1992).

## Биография
В 1991 году Саня Вуксанович поделила первое место на зональном турнире розыгрыша первенства мира по шахматам среди женщин и получила право участвовать в межзональном турнире. В 1991 году в Суботице она участвовала в межзональном турнире по шахматам, в котором поделила 16-е — 21-е место. В 1992 году победила в чемпионате Союзной республики Югославии по шахматам среди женщин.
Представляла сборную Сербии и Черногории на шахматных олимпиадах, в которых участвовала два раза (1996—1998).
В 1992 году была ФИДЕ удостоена звания международного мастер среди женщин (WIM), а в 1998 году получила звание международного гроссмейстера среди женщин (WGM).

## Изменения рейтинга
| Графики недоступны из-за технических проблем. См. информацию на Фабрикаторе и на mediawiki.org. |